# Достизода, Мирали
Мирали Достизода (тадж. Миралӣ Достизода, имя при рождении — Мирали Достиев (тадж. Миралӣ Достиев); род. 15 октября 1958, поселок Гулобод, Московский район, Кулябская область, Таджикская ССР) — советский, таджикский оперный певец (баритон), музыкальный педагог. Депутат нижней палаты Высшего собрания Таджикистана четвёртого созыва (2015—2020), директор Таджикского театра оперы и балета (2003—2006, 2013—2015), ректор Таджикской национальной консерватории, профессор.
Народный артист Таджикистана (2003) и Узбекистана (2024). 

## Биография
Мирали Достиев родился 15 октября 1958 года в поселке Гулобод Московского района Кулябской области. В старших классах школы, Мирали выступал в художественной самодеятельности, не получив музыкальное образование, тем не менее занимал высокие места на районных, областных и республиканских конкурсах как исполнитель народных песен.
В 1976 году Достизода поступил в Государственный институт искусств Таджикской ССР и окончил его в 1981 году по специальности оперный певец. Свою творческую деятельность начал в том же году в Государственном академическом театре оперы и балета имени Садриддина Айни. Как солист оперного театра исполнил партии: Дон Жуана, Евгения Онегина, Елецкого, Фигаро и многие другие
С 2002 по 2006 и с 2013 по 2015 годы работал директором Таджикского государственного академического театра оперы и балета имени Садриддина Айни, с 2006 по 2013 годы занимал должность первого заместителя министра культуры Таджикистана, в 2015 году был избран депутатом нижней палаты Высшего собрания Таджикистана четвёртого созыва (2015—2020).
Мирали Достизода автор песен и композитор, выпустил два сборника своих произведений тадж. Газали ватан и тадж. Муҳаббати ватан для хорового и сольного академического пения. Его композиции звучат преимущественно на государственных мероприятиях. В настоящее время руководит Таджикской национальной консерваторией.

## Семья
Сын, Умед Мирали Достизода (род. 3 ноября 1982 года) — солист Таджикского театра оперы и балета с 2001 года, заместитель директора по творческо-организационным вопросам с 2021 года, имеет два высших образования, Отличник культуры Таджикистана (2011).

## Награды
- Народный артист Таджикистана (2003)
- Народный артист Узбекистана (2024)[4]
- Заслуженный артист Таджикистана (1997)
- Отличник культуры Таджикистана[3]
- Орден Дружбы (2005)
- Медаль «20-летие Государственной независимости Республики Таджикистан» (2011)
- Государственная премия Республики Таджикистан имени Абуабдулло Рудаки (2010)[1]